# Spirited - Magia di Natale
Spirited - Magia di Natale (Spirited) è un film del 2022 diretto da Sean Anders.
La pellicola è un adattamento cinematografico in chiave moderna del romanzo del 1843 Il canto di Natale di Charles Dickens.

## Trama
Ogni 24 dicembre lo Spirito del Natale Presente sceglie una persona malvagia da riformare grazie alla visita di tre fantasmi. Tuttavia, l'incontro con Clint Briggs costringe lo Spirito del Natale Presente a prendere in esame il proprio passato, presente e futuro.

## Produzione

### Sviluppo
Il 20 settembre 2019 è stato annunciato che Sean Anders avrebbe diretto un nuovo adattamento del romanzo di Dickens in collaborazione con lo sceneggiatore John Morris e con Will Ferrell e Ryan Reynolds nel ruolo dei protagonisti.

### Riprese
Le riprese principali si sono svolte a Braintree; sono iniziate il 6 luglio 2021 e si sono concluse il 18 ottobre dello stesso anno.

## Promozione
Il primo trailer del film è stato pubblicato il 2 novembre 2022.

## Distribuzione
Dopo essere apparso in distribuzione limitata nelle sale statunitensi dall'11 novembre 2022, Spirited - Magia di Natale verrà reso disponibile sulla piattaforma Apple TV+ dal 18 novembre dello stesso anno.

## Accoglienza

### Critica
Il film è stato accolto tiepidamente dalla critica. L'aggregatore di recensioni Rotten Tomatoes riporta il 63% di recensioni positive con un punteggio medio di 5,9 su 10 basato sull'opinione di 19 critici.